# Logan Paul
Logan Alexander Paul (Westlake, Ohio, 1 d'abril de 1995) és una celebritat d'internet, youtuber, actor i boxador semi-professional nord-americà. Va aconseguir la seva fama a través de compartir Esquetxs humoristcs en el servei de video d'Internet Vine. Després del tancament de l'aplicació, va començar a actuar en televisió i pel·lícules. El seu treball televisiu inclou una aparició especial en Law & Order: Special Victims Unit i un paper en la sèrie de comèdia Weird Loners. El seu treball cinematogràfic inclou la pel·lícula distòpica de ciència-ficció de YouTube Premium The Thinning i la comèdia per a adults Airplane Mode. També va començar a comercialitzar la seva pròpia marca de roba anomenada Maverick, que rep el nom del seu lloro.

## Auge i caiguda del Top de Youtube
Logan Paul va iniciar la publicació vídeos a Youtube el 12 de setembre de 2016, aconseguint un gran èxit a la xarxa gràcies als seus vlogs diaris plens d'energia, creativitat i certa part de bogeria.
Al desembre de 2017 va fer un viatge al Japó on va visitar el «Bosc dels Suïcidis», bosc famós entre els japonesos pels múltiples casos de suïcidi que hi han tingut lloc. En trobar un home mort penjat d'un arbre, el youtuber va decidir seguir amb el blog que estava gravant per segons ell «acostar-se al mort» i mostrar-ho en càmera.
Aquest vídeo va trigar tan sols 24 hores en fer-se viral i ser blanc de crítiques per múltiples plataformes d'Internet i programes informatius de televisió, tenint com a conseqüència la cancel·lació de molts dels seus contractes i un ràpid descens en el número de subscriptors. Per intentar corregir la situació, Logan Paul va esborrar el vídeo de la plataforma de Youtube i va pujar un vídeo demanant disculpes a tothom que hagués pogut quedar afectat pel seu vídeo.
Logan Paul va arruïnar els seus contractes i va començar a perdre ràpidament subscriptors. Un any després del succés, el youtuber segueix pujant vlogs i una sèrie animada sobre el seu passat personal.
| Any  | Títol                        | Personatge                 | Format       |
| ---- | ---------------------------- | -------------------------- | ------------ |
| 2014 | Rainbow Man                  | Thomas Trainor/Rainbow Man | Curtmetratge |
| 2015 | Lyin' Ryan                   | Ryan                       | Curtmetratge |
| 2015 | Close Before Midnight        | Milers                     | Curtmetratge |
| 2016 | Chainsaw                     | Craig                      | Curtmetratge |
| 2016 | The Thinning                 | Blake Redding              | Web          |
| 2017 | The Space Between Us         | Roger                      | Pel·lícula   |
| 2017 | Superstition: The Rule of 3' | Preston                    |              |
| 2017 | Where's the Money            | Eddie                      |              |
| 2017 | Linked                       | Logan                      |              |
| 2017 | Airplane Mode                |                            |              |
| 2017 | Can't Take It Back           | Clint Plotkin              |              |
| 2017 | Superstition: The Rule of 3' | Presotn                    |              |
| 2018 | Undying                      |                            |              |
| 2018 | The Thinning 2               | Blake Redding              | Web          |
| 2020 | Valley Girl                  | Mickey                     |              |

| Any  | Títol                             | Personatge    | Notes                                                          |
| ---- | --------------------------------- | ------------- | -------------------------------------------------------------- |
| 2015 | Law & Order: Special Victims Unit | Ryan          | Episodi: "Intimidation Game"                                   |
| 2015 | Weird Loners                      | Logan Twins   | Episodi: "Weird Pilot"                                         |
| 2016 | Stitchers                         | Theo Engelsen | Episodi: "The Two Deaths of Jamie B.", "The One That Got Away" |
| 2016 | Walk the Prank                    | Ell mateix    | Episodi: "So You Think You Can Middle School Dance"            |
| 2016 | Bizaardvark                       | Kirk          | Episodi: "The First Law of Dirk"                               |

| Any          | Títol             | Personatge                 | Notes                  |
| ------------ | ----------------- | -------------------------- | ---------------------- |
| 2014         | Bad Weather Films | Thomas Trainor/Rainbow Man | Episodi: "Rainbow Man" |
| 2015–present | Logan Paul        |                            | —                      |
| 2016         | Logan Paul Vs.    |                            | —                      |
| 2016–present | Foursome          | Alec Fixler                | Rol principal          |

## Discografia
| Títol                                       | Any  | Posició | Posició | Posició |
| Títol                                       | Any  | USBub.  | AUS     | NZHeat. |
| ------------------------------------------- | ---- | ------- | ------- | ------- |
| "Help Me Help You" (featuring Why Don't We) | 2017 | 5       | 90      | —       |
| "Outta My Hair"                             | 2017 | —       | —       | —       |
| "No Handlebars"                             | 2017 | —       | —       | 6       |